# Red Owens
James L. Owens, detto Red (2 settembre 1925 – 11 ottobre 1988), è stato un cestista e allenatore di pallacanestro statunitense, professionista nella NBA e nella NPBL.

## Carriera
Venne selezionato dai Washington Capitols al secondo giro del Draft BAA 1949 (19ª scelta assoluta).

## Palmarès
- All-NPBL Second Team (1951)